# Quasiisotropes Laminat
Ein quasiisotropes Laminat ist ein Faserkunststoffverbund, dessen elastische Eigenschaften in der Laminatebene invariant bezüglich der Drehung um die Laminatnormale sind. Das quasiisotrope Laminat ist nicht vollständig isotrop, senkrecht zur Laminatebene können unterschiedliche Eigenschaften vorliegen. Die Eigenschaften außerhalb der Laminatebene können sogar anisotrop sein.

## Anwendung
Das quasiisotrope Laminat findet überwiegend bei der Substitution von metallischen Werkstoffen oder bei  Beanspruchungen mit wechselnder Lastrichtung Anwendung. 
Bei der Werkstoffsubstitution von Metallen wird der Vorteil genutzt, dass sich das quasiisotrope Laminat als Scheibe wie ein metallischer Werkstoff verhält. Die Scheibensteifigkeit wird über die Laminatdicke angepasst. Der Aufwand der Umkonstruktion ist daher gering.
Bei stark richtungsabhängigen Lasten sind spezialisierte Laminate ungeeignet. Sie zeigen meist nur in ihren Vorzugsrichtungen gute Eigenschaften (z. B. ausgeglichener Winkelverbund und unidirektionale Schicht).
Laminate, die aus Wirrfasermatten oder Vliesen hergestellt werden, verhalten sich ebenfalls quasiisotrop. Die einzelnen Kurz- oder Langfaserbündel sind orthotrop bzw. transversal-isotrop. Durch die statistische Verteilung der Faserwinkel heben sich die Orthotropieffekte auf. Quasiisotrope Laminate aus Wirrfasern haben schlechtere Festigkeits- und Steifigkeitseigenschaften als quasiisotrope Aufbauten aus Geweben.

## Schichtweiser Aufbau

Polardiagramm der Elastizitätsmoduln des quasiisotropen Laminats

Quasiisotrope Laminate können aus unendlich vielen Werkstoffkombinationen und Faserwinkeln erstellt werden. Die klassische Laminattheorie zeigt, ob eine gewählte Kombination quasiisotrop ist.
Es gibt eine Reihe von gebräuchlichen, quasiisotropen Laminaten, die aus Faser-Kunststoff-Verbund hergestellt werden. Die quasiisotropen Laminate unterscheiden sich in der Anzahl der Schichten (unidirektionale Schichten), aus denen sie aufgebaut sind. Ein quasiisotropes Laminat mit weniger als drei Schichten ist nicht möglich.

### Drei Faserrichtungen
Die Fasern des Verbundes schneiden sich unter dem Winkel {\displaystyle {\frac {360^{\circ }}{6}}=60^{\circ }}. Jede unidirektionale Schicht muss die gleiche Schichtdicke besitzen. Der Verbund ist somit ein  AWV60 mit einer zusätzlichen, unidirektionalen Schicht.

### Vier Faserrichtungen
Die Fasern des Verbundes schneiden sich unter dem Winkel {\displaystyle {\frac {360^{\circ }}{8}}=45^{\circ }}. Jede unidirektionale Schicht muss die gleiche Schichtdicke besitzen. 
Der Verbund besteht somit aus zwei AWV45, die um 45° zueinander gedreht wurden. Dieser quasiisotrope Aufbau lässt sich besonders einfach mit zwei Gewebelagen oder Kreuzverbunden herstellen. Dazu wird eine Gewebelage um 45° gedreht.

### Fünf Faserrichtungen
Die Fasern des Verbundes schneiden sich unter dem Winkel {\displaystyle {\frac {360^{\circ }}{10}}=36^{\circ }}. Jede unidirektionale Schicht muss die gleiche Schichtdicke besitzen. Es bestehen folgende Möglichkeiten zur Herstellung:
- Eine UD-Schicht, ein AWV36 und ein AWV72
- Eine UD-Schicht und, zwei AWV18
- Eine UD-Schicht, ein AWV108 und ein AWV18

## Aufbau mit Wirrfasern
Laminate aus Wirrfasern, wie z. B. Vliesen und Matten, sind quasiisotrop. Aufgrund der statistischen Verteilung der Fasern in der Ebene besitzen sie keine Vorzugsrichtung. Sie sind bezüglich ihrer Festigkeits- und Steifigkeitseigenschaften, aufgrund der kürzeren Faserlängen, den geschichteten, quasiisotropen Laminaten aus Geweben unterlegen.
Spritzguss-Bauteile aus kurzfaserverstärktem Thermoplast oder Bauteile aus Sheet Molding Compound bzw. Bulk Molding Compound sind nur in erster Näherung quasiisotrop. Beim Spritz- bzw. Pressvorgang stellt sich entlang der Fließfront eine Faserorientierung ein. Die Stärke und Art der Faserorientierung hängt von einer Vielzahl von Parametern ab.

## Eigenschaften
Das quasiisotrope Laminat ist als Scheibe isotrop und damit auch orthotrop. Es kann jedoch eine Scheiben-Platten-Kopplung besitzen (siehe: klassische Laminattheorie). Da die Scheiben-Platten-Kopplung im Allgemeinen unerwünscht ist, finden praktisch nur symmetrisch geschichtete, quasiisotrope Laminate Anwendung. Nach seinen elastischen Eigenschaften verhält sich das quasiisotrope Laminat wie ein metallischer Werkstoff.
Die Festigkeiten eines quasiisotropen Laminats sind in der Regel nicht richtungsunabhängig. Eine Überprüfung mit Hilfe von Bruchkriterien für Faserkunststoffverbunde ist daher unumgänglich.